# EADS/Northrop Grumman KC-45
EADS/Northrop Grumman KC-45 a fost un avion-cisternă de realimentare aeriană propus, bazat pe Airbus A330 MRTT. Forțele Aeriene ale Statelor Unite (USAF) au comandat 179 KC-45A în prima etapă de înlocuire a vechilor tancuri Boeing KC-135 Stratotanker aflate în prezent în serviciu. Cu toate acestea, concursul a fost redeschis în iulie 2008, după ce protestul Boeing față de premiu a fost susținut. Ca răspuns la noul concurs, la 8 martie 2010, Northrop Grumman a anunțat că își abandonează oferta pentru noul contract, CEO-ul său afirmând că cerința revizuită a ofertei favorizează Boeing. La 20 aprilie 2010, EADS (cunoscută acum sub numele de Airbus SE) a anunțat că reintră în competiție și a depus o ofertă cu KC-45. În cele din urmă, USAF a selectat Boeing KC-46 Pegasus.